# Irondale, Georgia
Irondale är en ort (CDP) i Clayton County, i delstaten Georgia, USA. Enligt United States Census Bureau har orten en folkmängd på 7 446 invånare (2010) och en landarea på 8,2 km².